# ريتشارد فان فاغنر
ريتشارد فـان فاغنر (بالإنجليزية: Richard Van Wagner)‏ هو سياسي أمريكي، ولد في 23 أكتوبر 1936 في جيرسي سيتي في الولايات المتحدة، وتوفي في 3 مارس 2007. حزبياً، نشط في الحزب الديمقراطي. وقد انتخب عضو جمعية نيوجيرسي العامة.